# Killyleagh
KIllyleagh est une commune dans le comté de Down en Irlande du Nord.
Killyleagh est classée comme une localité intermédiaire par la NI Statistics and Research Agency (NISRA) (c'est-à-dire dont la population se situe entre 2 000 et 4 000 personnes). Le jour du recensement (29 avril 2001), 2 483 personnes vivaient à Killyleagh.